# Józef Kapuściński

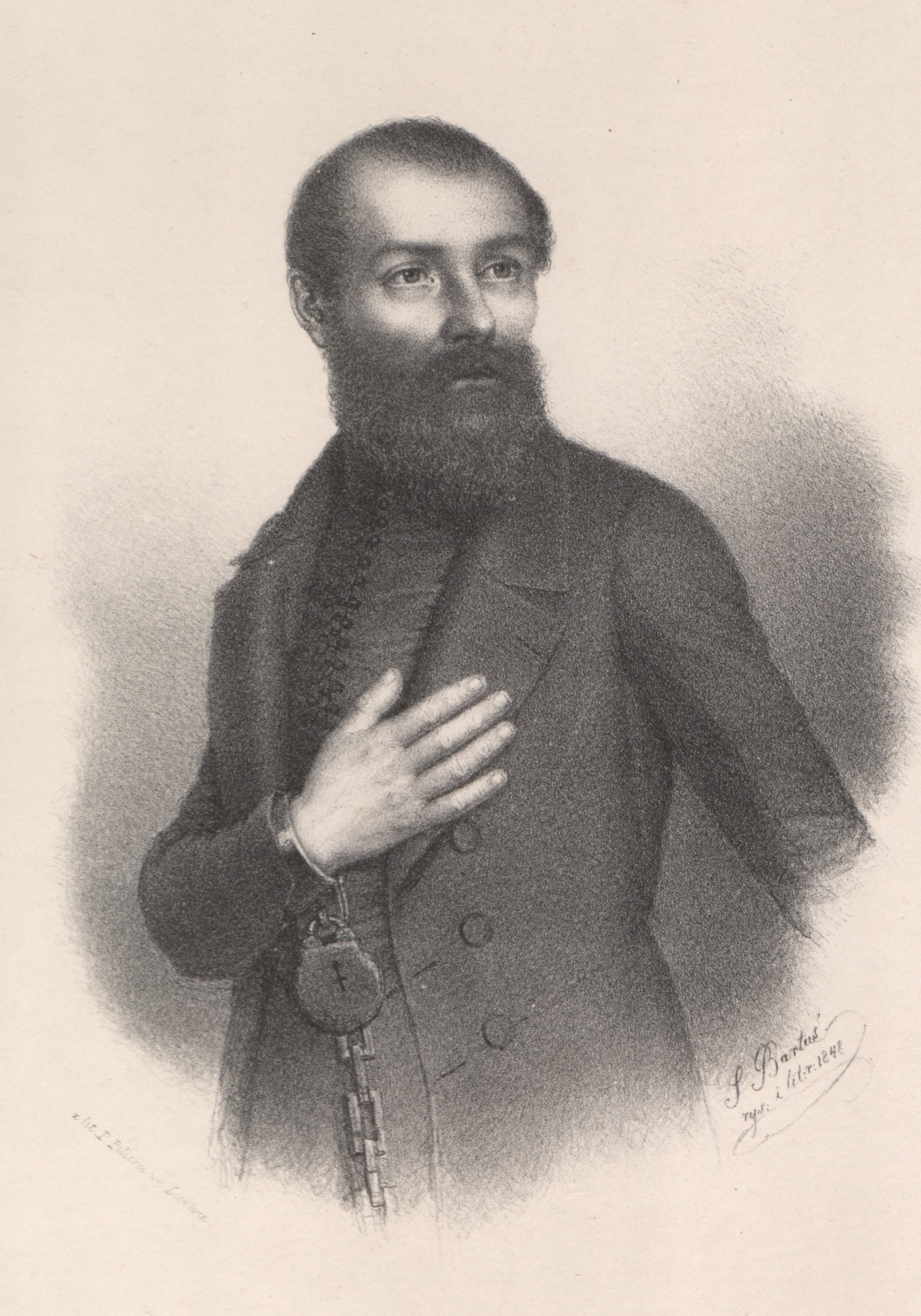
Józef Kapuściński

Józef Kapuściński (ur. 23 marca 1818 w Gorlicach, zm. 31 lipca 1847 w Kleparowie) – emisariusz Towarzystwa Demokratycznego Polskiego. Prowadził w okręgu Pilzno w Galicji (zob. historia zaboru austriackiego) przygotowania powstańcze, kierował m.in. atakiem na burmistrza Pilzna. Został ujęty, skazany na śmierć i powieszony wraz z Teofilem Wiśniowskim na Górze Stracenia w Kleparowie pod Lwowem.

## Życiorys

### Dzieciństwo i edukacja w Gorlicach
Był synem Józefy z domu Stakoniewicz i Jana, kupca, ławnika w magistracie. Uczył się w Jaśle, a następnie w Nowym Sączu (w gimnazjum jezuitów). Nawiązał kontakt ze studenckim ruchem konspiracyjnym. Czytał nielegalne druki dostarczane z emigracji, popularyzował na wsiach ideę walki z rządem absolutnym. W roku 1838 został aresztowany za posiadanie pracy Lelewela i Chodźki „Wyprawy do Polski 1833 r.” (Paryż 1835). Śledztwo, które trwało sześć miesięcy, zakończyło się uwolnieniem z powodu braku dowodów winy, jednak uniemożliwiło kontynuowanie nauki i zdanie matury. Józef Kapuściński otrzymał stanowisko praktykanta w magistracie w Gorlicach, a następnie – dzięki kontaktom ojca i pomocy syndyka magistratu, Kaspera Markla – został kancelistą w Pilźnie.

### Działalność w Pilźnie
Utrzymywał kontakt z plebejskim skrzydłem sprzysiężenia przygotowującego powstanie. Jest prawdopodobnie, że werbunek do oddziałów powstańczych, które miały zasilić rejon Tarnowa (ważny cel planowanego ataku powstańczego), powierzyli mu w roku 1845 emisariusze Towarzystwa Demokratycznego Polskiego (taka informacja znalazła się w akcie oskarżenia w roku 1847). Kontaktował się m.in. z E. Dembowskim, T. Wiśniowskim, L. Mazurkiewiczem, uprzedzając ich o aresztowaniach planowanych przez burmistrza Pilzna (był nim wówczas Kasper Markl). Był podejrzewany o ukrywanie w swoim domu aktywnego agitatora, Juliana Glosara. Zorganizował w Pilźnie czołówkę rewolucyjną, brał też udział w gromadzeniu broni (laniu kul, przygotowywaniu granatów) – dzięki niemu utworzono w mieście pierwszy zastęp powstańczy. Burmistrz Kasper Markl próbował informować starostę Tarnowa, Josepha Breinla o zaawansowanych przygotowaniach do powstania. Raport tej treści przejął należący do czołówki rewolucyjnej funkcjonariusz pocztowy Gabriel Danielewicz. Kapuściński poznał też plan wykorzystania chłopów przeciw „rebelii szlacheckiej” – wywołania ataku chłopów na lokalne oddziały powstańcze. Tych spraw miała dotyczyć narada sołtysów zorganizowana przez Markla 18 lutego 1846 roku (zgodnie z instrukcją J. Breinla).
Nie jest pewne, czy Kapuściński otrzymał od władz powstańczych rozkaz zabicie Markla (w czasie procesu – zaprzeczał). Prawdopodobnie otrzymał powiadomienie o przyspieszeniu działań o trzy dni i 18 lutego przewiózł powstańców pod Tarnów (dwoma przejętymi dyliżansami). Koło północy wrócił z Szymonem Góreckim, braćmi Eustachym i Leonem Szumańskimi, Józefem Siekierskim do Pilzna, gdzie Markl wciąż naradzał się z chłopami. Raniony przez Kapuścińskiego próbował uciec i został zabity przez Góreckiego włócznią. W drodze powrotnej pod Tarnów powstańcy zostali ujęci przez chłopów i dostarczeni do Tarnowa. Ich sprawę rozpatrywał sąd karny we Lwowie, który orzekł 7 stycznia 1847 winę Kapuścińskiego jako bezpośredniego zabójcy. Wyrok został podtrzymany przez Sąd Apelacyjny (23 lutego) i Sąd Najwyższy w Wiedniu (1 lipca). Egzekucja odbyła się we Lwowie 31 lipca 1847 roku. Równocześnie stracono Teofila Wiśniowskiego (cesarz Ferdynand I złagodził wyrok śmierci trzem pozostałym oskarżonym). „Góra Stracenia” obu powstańców stała się miejscem manifestacyjnego kultu, a patriotyczna młodzież demonstrowała „żałobę narodową” po Kapuścińskim.